# Lasioglossum aeneiventre
Lasioglossum aeneiventre là một loài Hymenoptera trong họ Halictidae. Loài này được Friese mô tả khoa học năm 1917.